# マンデーサッカースタジアム
マンデーサッカースタジアムは、静岡放送（SBSラジオ）でかつて放送されたラジオ番組である。
この番組の原点は、1993年に始まった「がんばれ!!ジュビロ・エスパルス」で、平日の18時台の20分間にジュビロ磐田、清水エスパルスの2チームの話題を中心に静岡県内のサッカー事情をSBSのスポーツアナウンサーと解説者の桑原勝義（元Honda FC）がわかりやすく紹介した。
その後一旦は10分番組に縮小されたのち、毎週月曜日の枠（野球シーズン中は18:20 - 19:00、オフシーズンは19:00 - 19:30が主）の「マンデーサッカースタジアム」として再スタート。今度は元ジュビロ磐田の吉田光範をメインパーソナリティーに迎え、週末の試合の解説や選手へのインタビューなどで構成した。末期は単独番組としては終了しており、日中の帯番組「猛烈昼下がり アッパレ!ハレハレ」の枠内で毎週月曜日14時台に「アッパレサッカースタジアム」として放送されていた。